# Lista gmin w stanie Quintana Roo

Lokalizacja stanu Quintana Roo na mapie Meksyku

Podział stanu Quintana Roo na gminy

Meksykański stan Quintana Roo składa się z 10 gmin (municipios). Gminą utworzoną w 2008 roku jest Tulum, która została wydzielona z gminy Solidaridad. Dane zawarte w tabeli pochodzą jednak z 2005 roku i liczebność dwóch nowych (Tulum i zmniejszonej Solidaridad) gmin powstała z przeliczenia danych z 2005 roku. Ostatnią gminą której tworzenie zapoczątowano w 2008 roku a ostateczne zatwierdzenie miało miejsce 2 lutego 2011 jest gmina Bacalar powstała z wydzielenia z gminy Othón P. Blanco.
| INEGI (kod statystyczny) | Nazwa gminy            | Siedziba władz         | Liczba ludności |
| ------------------------ | ---------------------- | ---------------------- | --------------- |
| 001                      | Cozumel                | San Miguel de Cozumel  | 73 193          |
| 002                      | Felipe Carrillo Puerto | Felipe Carrillo Puerto | 65 373          |
| 003                      | Isla Mujeres           | Isla Mujeres           | 13 315          |
| 004                      | Othón P. Blanco        | Chetumal               | 219 763         |
| 005                      | Benito Juárez          | Cancún                 | 572 973         |
| 006                      | José María Morelos     | José María Morelos     | 32 746          |
| 007                      | Lázaro Cárdenas        | Kantunilkín            | 22 434          |
| 008                      | Solidaridad            | Playa del Carmen       | 112 736         |
| 009                      | Tulum                  | Tulum                  | 22 776          |
| 010                      | Bacalar                | Bacalar                | 11 010          |